# EM i volleyball (kvinder)
Europamesterskabet i volleyball for kvinder er et mesterskab for europæiske kvindevolleyballlandshold. Turneringen arrangeres af Confédération Européenne de Volleyball siden 1949. 

## Resultater
| EM      | Værtsland                           | Guld            | Sølv            | Bronze          | Fire            |
| EM 1949 | Tjekkoslovakiet                     | Sovjetunionen   | Tjekkoslovakiet | Polen           | Rumænien        |
| EM 1950 | Bulgarien                           | Sovjetunionen   | Polen           | Tjekkoslovakiet | Bulgarien       |
| EM 1951 | Frankrig                            | Sovjetunionen   | Polen           | Jugoslavien     | Frankrig        |
| EM 1955 | Rumænien                            | Tjekkoslovakiet | Sovjetunionen   | Polen           | Rumænien        |
| EM 1958 | Tjekkoslovakiet                     | Sovjetunionen   | Tjekkoslovakiet | Polen           | Rumænien        |
| EM 1963 | Rumænien                            | Sovjetunionen   | Polen           | Rumænien        | DDR             |
| EM 1967 | Tyrkiet                             | Sovjetunionen   | Polen           | Tjekkoslovakiet | DDR             |
| EM 1971 | Italien                             | Sovjetunionen   | Tjekkoslovakiet | Polen           | Bulgarien       |
| EM 1975 | Jugoslavien                         | Sovjetunionen   | Ungarn          | DDR             | Bulgarien       |
| EM 1977 | Finland                             | Sovjetunionen   | DDR             | Ungarn          | Polen           |
| EM 1979 | Frankrig                            | Sovjetunionen   | DDR             | Bulgarien       | Ungarn          |
| EM 1981 | Bulgarien                           | Bulgarien       | Sovjetunionen   | Ungarn          | DDR             |
| EM 1983 | DDR                                 | DDR             | Sovjetunionen   | Ungarn          | Bulgarien       |
| EM 1985 | Holland                             | Sovjetunionen   | DDR             | Holland         | Tjekkoslovakiet |
| EM 1987 | Belgien                             | DDR             | Sovjetunionen   | Tjekkoslovakiet | Bulgarien       |
| EM 1989 | Vesttyskland                        | Sovjetunionen   | DDR             | Italien         | Bulgarien       |
| EM 1991 | Italien                             | Sovjetunionen   | Holland         | Tyskland        | Italien         |
| EM 1993 | Tjekkiet                            | Rusland         | Tjekkiet        | Ukraine         | Italien         |
| EM 1995 | Holland                             | Holland         | Kroatien        | Rusland         | Tyskland        |
| EM 1997 | Tjekkiet                            | Rusland         | Kroatien        | Tjekkiet        | Bulgarien       |
| EM 1999 | Italien                             | Rusland         | Kroatien        | Italien         | Tyskland        |
| EM 2001 | Bulgarien                           | Rusland         | Italien         | Bulgarien       | Ukraine         |
| EM 2003 | Tyrkiet                             | Polen           | Tyrkiet         | Tyskland        | Holland         |
| EM 2005 | Kroatien                            | Polen           | Italien         | Rusland         | Aserbajdsjan    |
| EM 2007 | Belgien Luxembourg                  | Italien         | Serbien         | Rusland         | Polen           |
| EM 2009 | Polen                               | Italien         | Holland         | Polen           | Tyskland        |
| EM 2011 | Italien Serbien                     | Serbien         | Tyskland        | Tyrkiet         | Italien         |
| EM 2013 | Schweiz Tyskland                    | Rusland         | Tyskland        | Belgien         | Serbien         |
| EM 2015 | Belgien Holland                     | Rusland         | Holland         | Serbien         | Tyrkiet         |
| EM 2017 | Aserbajdsjan Georgien               | Serbien         | Holland         | Tyrkiet         | Aserbajdsjan    |
| EM 2019 | Tjekkiet Ungarn Polen Tyrkiet       | Serbien         | Tyrkiet         | Italien         | Polen           |
| EM 2021 | Serbien Bulgarien Kroatien Rumænien | Italien         | Serbien         | Tyrkiet         | Holland         |